# Glacier 3000

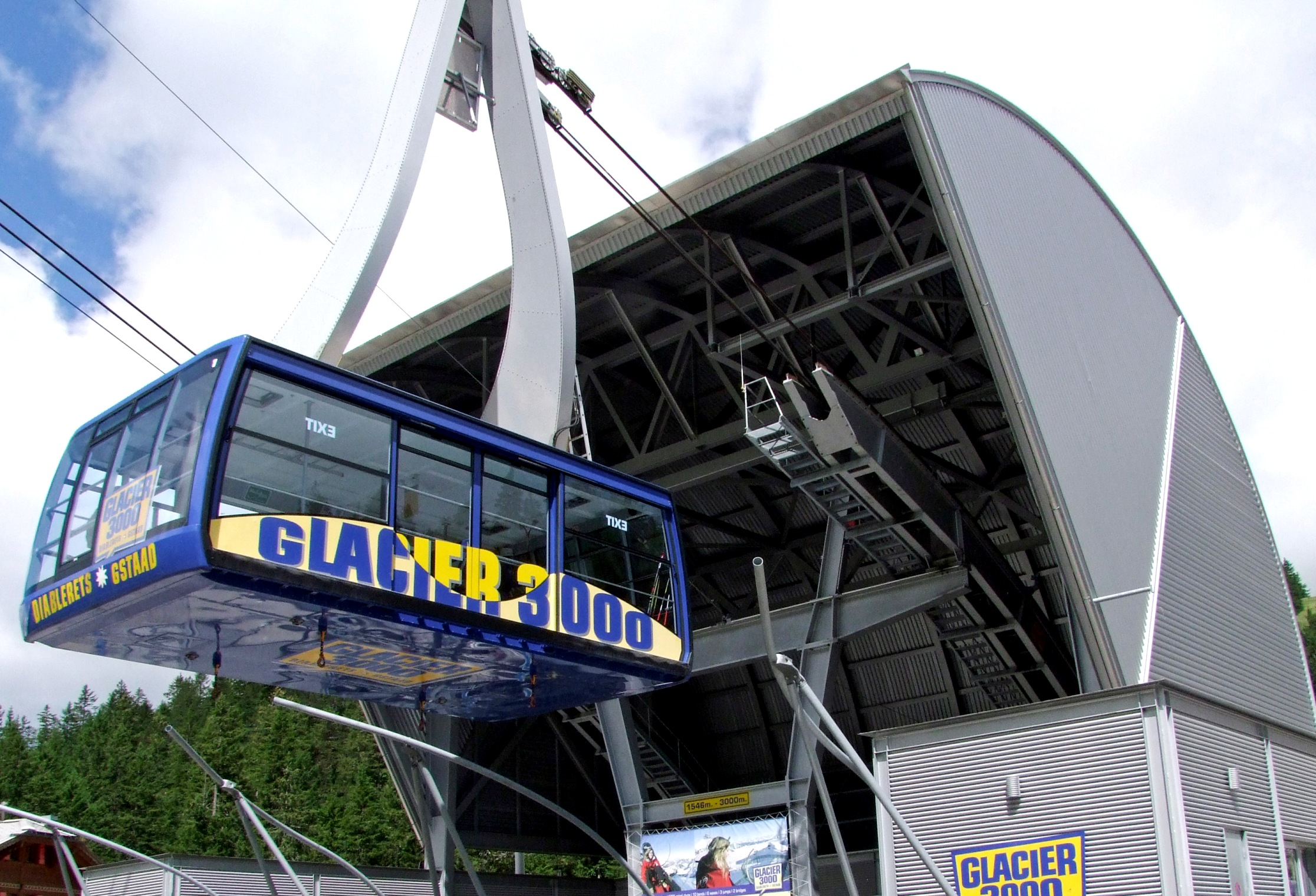
L'estació al Coll del Pillon

Glacier 3000 (oficialment Gstaad 3000 AG) és una empresa que opera diversos telefèrics i remuntadors d'esquí a l'estació d'esquí del massís dels Diablerets, a la glacera de Tsanfleuron al cantó de Vaud de Suïssa. Va ser creada el 2005 a partir de la companyia, en bancarrota aleshores, Glacier 3000 Région Les Diablerets-Gstaad S.A. (fundada el 1993). L'empresa és basada a Gstaad.
El telefèric principal va ser obert el 1964 i reconstruït el 1999. Connecta el Coll del Pillon (1,546) amb el Scex Rouge (2,950 m). La part superior de la instal·lació acull el Peak Walk, un pont penjant de 107 m que es troba d'entre els més alts del món.
El 2005, els drets de Glacier 3000 van ser comprats pels homes de negocis francès Jean Claude Mimran i britànic Bernie Ecclestone i el desenvolupador immobiliari suís Marcel Bach.